# Dessau (Arendsee)
Dessau ist ein Ortsteil der Stadt Arendsee (Altmark) und der Ortschaft Kleinau im Altmarkkreis Salzwedel in Sachsen-Anhalt.

## Geographie

### Lage
Dessau, ein nach Nordosten und Osten erweitertes Straßendorf mit Kirche, liegt etwa 8 Kilometer südlich vom Arendsee im Norden der Altmark. Das Gelände um Dessau ist flach und ist durch eine landwirtschaftliche Nutzung geprägt. An der westlichen und südlichen Ortsgrenze fließt der Flötgraben.

### Siedlungsgeografie
Die Bebauung ist durch Ackerbau und Viehzucht bestimmt. Der Ort verfügt über eine Bushaltestelle.

## Geschichte

### Mittelalter bis 20. Jahrhundert
Im Jahre 1297 wurde Dessau erstmals urkundlich als Dessow erwähnt, als Markgraf Hermann dem Kloster Arendsee zwei Hufen in Dessau schenkt, die vorher Conradus de Gladigow zu Lehen hatte. Weitere Nennungen sind 1344 In dyssowe, 1496 Dessow, 1687 Dessaw und 1804 Dessau.
Links des Weges nach Kleinau stand auf einem etwa 38 Meter hohen Hügel eine Windmühle.

### Archäologie
Im Jahre 1886 fand ein Hausbesitzer bei dem Bau eines Kellers ein Gefäß mit Münzen aus den Jahren 1505–1518, größtenteils landesherrliche brandenburgische Münzen.

### Herkunft des Ortsnamens
Heinrich Sültmann führt den Ortsnamen auf die slawischen Wörter „tis“ und „dys“ für „Eibe“ zurück und übersetzt zu „Eibenplatz“.

### Eingemeindungen
Am 20. Juli 1950 wurde die Gemeinde Dessau aus dem Landkreis Osterburg in die Gemeinde Kleinau eingemeindet. Am 1. Oktober 2010 wurde Kleinau in die Stadt Arendsee (Altmark) eingemeindet. Somit kam der Ortsteil Dessau zur neuen Ortschaft Kleinau und zur Stadt Arendsee.

### Einwohnerentwicklung
| Jahr | Einwohner |
| ---- | --------- |
| 1734 | 112       |
| 1774 | 096       |
| 1789 | 094       |
| 1798 | 101       |
| 1801 | 099       |
| 1818 | 096       |
| 1840 | 188       |

| Jahr | Einwohner |
| ---- | --------- |
| 1864 | 225       |
| 1871 | 221       |
| 1885 | 200       |
| 1892 | [00]200   |
| 1895 | 239       |
| 1900 | [00]229   |
| 1905 | 256       |

| Jahr | Einwohner |
| ---- | --------- |
| 1910 | [00]254   |
| 1925 | 269       |
| 1939 | 239       |
| 1946 | 354       |
| 2011 | 127       |
| 2012 | 126       |
| 2013 | 128       |

| Jahr | Einwohner |
| ---- | --------- |
| 2014 | 125       |
| 2015 | 126       |
| 2016 | 120       |
| 2017 | 120       |
| 2020 | [00]115   |
| 2021 | [00]113   |
| 2022 | [0]113    |

| Jahr | Einwohner |
| ---- | --------- |
| 2023 | [0]109    |

Quelle, wenn nicht angegeben, bis 2006 und 2011–2017

## Religion
Die evangelische Kirchengemeinde Dessau gehörte bis 1926 zur Pfarrei Heiligenfelde und danach zur Pfarrei Kleinau. Die Kirchengemeinde wird heute betreut vom Pfarrbereich Arendsee im Kirchenkreis Stendal im Bischofssprengel Magdeburg der Evangelischen Kirche in Mitteldeutschland.
Die ältesten überlieferten Kirchenbücher für Dessau stammen aus dem Jahre 1866, andere Autoren geben das Jahr 1675 an.
Die katholischen Christen gehören zur Pfarrei St. Laurentius in Salzwedel im Dekanat Stendal im Bistum Magdeburg.

## Kultur und Sehenswürdigkeiten
Die evangelische Dorfkirche Dessau ist ein Feldsteinbau aus dem Beginn des 13. Jahrhunderts.

## Verkehrsanbindung
Durch den Ort führt die Kreisstraße K 1077. 
Es verkehren Rufbusse der Personenverkehrsgesellschaft Altmarkkreis Salzwedel.